# Marco Bertozzi
Marco Bertozzi (Bologna, 11 marzo 1963) è un regista cinematografico e storico del cinema italiano.

## Biografia
Documentarista, storico del cinema, fa parte di quel gruppo di autori che negli ultimi anni ha contribuito alla riscoperta e alla rinascita del cinema documentario italiano.
Ha scritto saggi di estetica e storia del cinema e insegna cinema documentario presso l’Università IUAV di Venezia.
Nel 2013 ha condotto su RAI Storia il programma Corto Reale.
Nel 2017 il suo docu-film Cinema Grattacielo riceve la Menzione Speciale della Giuria al Biografilm Festival.
Nel 2022 è meritevole del Premio del Ministro della Cultura per la critica d'arte, assegnatogli dall'Accademia Nazionale dei Lincei alla presenza del Presidente della Repubblica Sergio Mattarella.

## Filmografia

### Documentari
- Appunti romani (2004)
- Rimini Lampedusa Italia (2004)
- Il senso degli altri (2007)
- Predappio in luce (2008)
- Profughi a Cinecittà (2012)[8]
- Cinema Grattacielo (2017)

## Riconoscimenti
- 2008 – Sole Luna Doc-film Festival
  - Premio per il miglior documentario categoria Mediterraneo a Il senso degli altri[9]
- 2008 – AsoloArtFilmFestival
  - Premio "Asolo" Migliore Film di Architettura e Design a Predappio in luce[10]
- 2017 – Biografilm Festival
  - Menzione Speciale della Giuria a Cinema Grattacielo
- 2022 – Accademia Nazionale dei Lincei
  - Premio annuale e Premio del Ministro della Cultura per la Critica dell’arte e della poesia[11]